# Décennie 1580 en architecture
| Années de l'architecture : 1577 - 1578 - 1579 - 1580 - 1581 - 1582 - 1583    |
| Décennies de l'architecture : 1550 - 1560 - 1570 - 1580 - 1590 - 1600 - 1610 |

Cet article présente les faits marquants de la décennie 1580 en architecture.

## Événements
- 10 avril 1580 : décret du grand chancelier Jan Zamoyski pour la fondation de la nouvelle ville de Zamość en Pologne, dessinée et construite par l'architecte et urbaniste italien Bernardo Morando[1].
- 1582 : Baptiste Androuet du Cerceau devient architecte en chef des bâtiments du roi de France[2].
- 25 novembre 1584 : consécration de l'église du Gesù à Rome, construite par Vignole puis Giacomo della Porta[3]. Cet édifice deviens le prototype de l'architecture religieuse de la Contre-Réforme[4].

## Réalisations
- 1580-1581 : Giacomo della Porta achève la cordonata capitolina escalier monumental conçu par Michel-Ange place du capitole à Rome[5].
- 1580-1584 : construction du teatro Olimpico à Vicence dessiné par Palladio et poursuivi par Vincenzo Scamozzi ; il est inauguré en 1585[6].
- 1580-1588 : construction de Wollaton Hall, une maison de campagne  conçue par l'architecte élisabéthain Robert Smythson à Nottingham[7].

- 1581 : construction du château de Himeji, agrandi en 1601-1609[8]. Une ère de construction de châteaux commence au Japon avec la période Momoyama[9].

- 3 avril 1582 : début de la construction du Neue Bau à Strasbourg sur un projet de l’architecte Hans Schoch ; le gros-œuvre est terminé en mars 1585[10].
- 18 avril 1583 : début de la construction de l'église Saint-Michel (Michaelskirche) à Munich par Wolfgang Miller, Friedrich Sustris (en) et Wendel Dietrich (de) suivant le modèle de l'église du Gesù de Vignole à Rome. Elle est achevée en 1589, et consacrée le 6 juillet 1597[11].
- 1583 : 
  - construction du fort d'Illahabas (Allâhâbâd) en Inde par l'empereur Akbar[12].
  - début du chantier du palais du Quirinal dessiné par Carlo Maderno et Domenico Fontana à Rome[13].
- 1583 - 1584 : au Japon, Hideyoshi Toyotomi construit le château d'Ōsaka[14]. Le peintre Eitoku le décore[15].

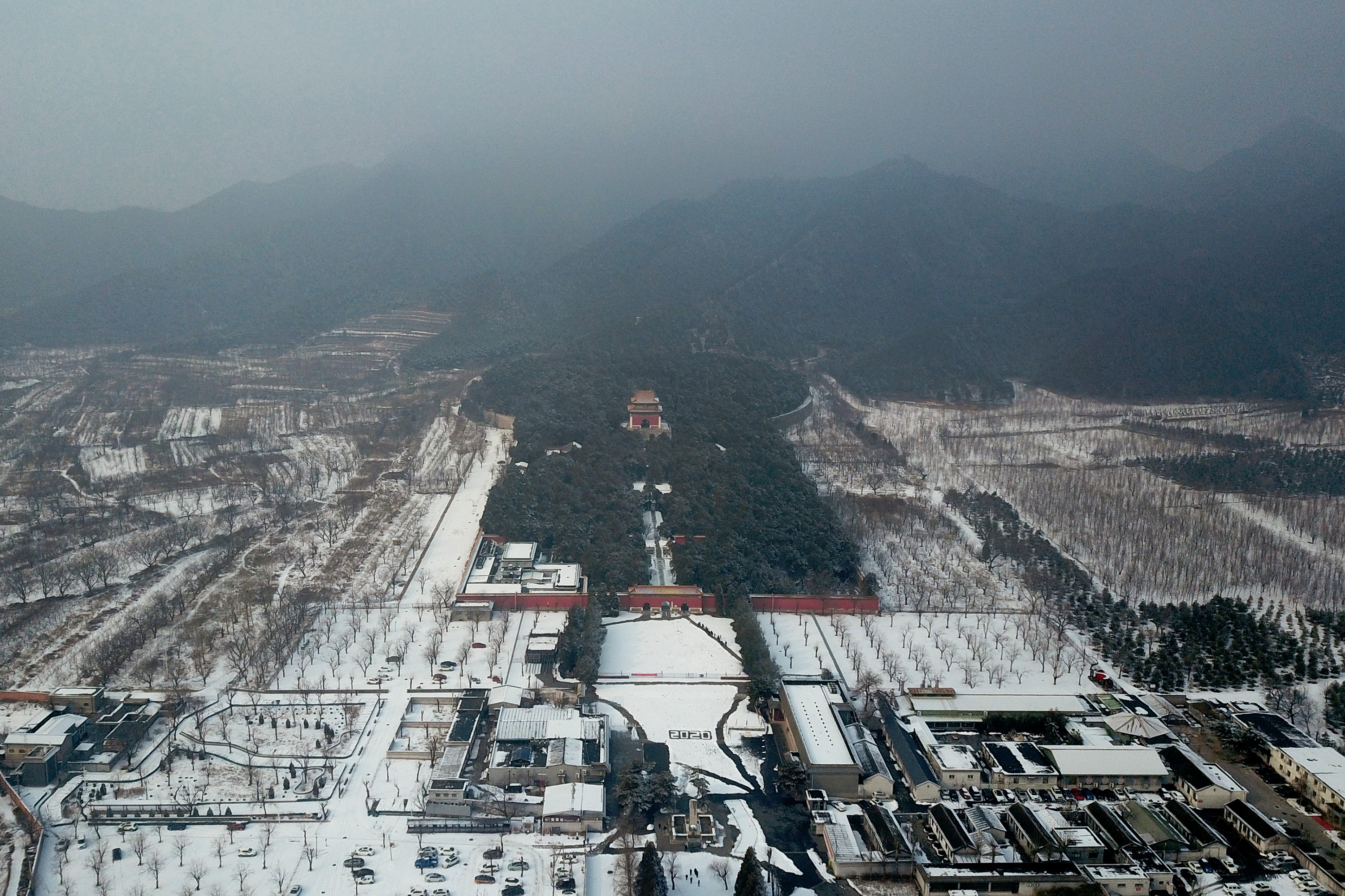
Le mausolée Dingling de l'empereur Wanli.

- 1583 - 1590 : en Chine, construction de la sépulture de l’empereur Wanli, près de Pékin, le plus spectaculaire des tombeaux tombeaux Ming[16]. Elle coûte à l’empereur le prix de 227 tonnes d’argent. Derrière des portes autobloquantes de marbre se trouve d’incroyables richesses : ustensiles d’or et d’argent, brocarts, vêtements et objets personnels de l’empereur et de ses compagnes, trésors et insignes impériaux.

- 1586 - 1587 : construction à Kyoto au Japon du Jūrakudai, un somptueux palais résidentiel fortifié, pour Hideyoshi Toyotomi[17] ; le maître de thé Sen no Rikyū y conçoit un bâtiment de dix-huit tatamis appelé le « shoin coloré », qui est le premier exemple d'architecture sukiya-zukuri[18].

- 1586-1607 : construction de l'église Saint-Augustin de Manille sur des plans de Juan Macías[19].

- 1588-1590 : construction du Teatro all'Antica de Sabbioneta, en Lombardie, construit l'architecte Vincenzo Scamozzi pour le duc Vespasien Gonzague. C'est le deuxième plus ancien théâtre en salle dans le monde, après le teatro Olimpico de Vicence[20]. C'est, avec ce dernier et le théâtre Farnèse à Parme, l'un des trois théâtres de la Renaissance encore existant[21].
- 15 juillet 1588 : début de la construction de la coupole de Saint-Pierre de Rome (fin le 14 mai 1590)[22].

## Naissances
- 6 février 1581 : Clément Métezeau († octobre 1652)
- 1585 : Jacques Lemercier († 13 janvier 1654)

## Décès
- 19 août 1580 : Andrea Palladio (° 30 novembre 1508)
- 1585 : Jacques Ier Androuet du Cerceau (° vers 1515)
- 17 juillet 1588 : Mimar Koca Sinan ibn Abd al-Mannan (° 15 avril 1489)